# Hellyeah
Hellyeah (stilisierte Schreibweise: HELLYEAH) ist eine US-amerikanische Metal-Band. Zu den Mitgliedern gehörte Vinnie Paul, der frühere Schlagzeuger von Pantera und Damageplan, Sänger Chad Gray und Gitarrist Greg Tribett, die auch bei Mudvayne aktiv waren, und Tom Maxwell, der Gitarrist von Nothingface. Bis April 2007 gehörte auch noch Jerry Montano (Nothingface, Danzig) zur Band. Einige Monate nach dessen Rauswurf wurde Bob Zilla (ebenfalls Damageplan) als Ersatz bekannt gegeben.

## Bandgeschichte
Im Juni 2006 gab Vinnie Paul in einem Interview erstmals bekannt, dass er die Gründung einer neuen Band plane. Ende Oktober desselben Jahres gab er schließlich den Namen der Band – Hellyeah – und die Mitgliederzusammensetzung bekannt. Im Januar 2007 nahmen Hellyeah ihr Debütalbum auf, am 26. Februar wurde mit You Wouldn't Know eine Vorab-Single veröffentlicht, zu der auch ein Video gedreht wurde und die Platz 8 der US-Rock-Charts (Hot Mainstream Rock Tracks) erreichte. Am 10. April 2007 erschien bei Epic Records das nach der Band benannte Album Hellyeah, das in der ersten Woche 45.000 Kopien verkaufte und auf Platz 9 der US-Billboard Charts einstieg. Ende September waren es 188.670 verkaufte Alben.
Eine erste Tour mit SOiL als Support fand im Mai/Juni 2007 statt. Dem folgte ein Abstecher nach Australien und ein Auftritt beim Download-Festival in England. Im Sommer nahmen sie gemeinsam mit Korn, Evanescence, Trivium, Atreyu und Flyleaf an der Family Values Tour teil.
Am 13. November 2007 wurde die DVD Below the Belt veröffentlicht, die neben einigem Livematerial Musikvideos, diverse Dokumentationen und Interviews enthielt.
Anfang Juli 2010 brachte die Band ihr zweites Studioalbum Stampede raus.
Das 2012 erschienene Album mit dem Namen Band of Brothers, greift nach Angaben der Band stärker den Stil der Bands Pantera, Mudvayne, Damageplan und Nothingface auf, fällt also weitaus härter als die vorangegangenen Alben aus.
2014 trennte sich die Band vom Bassisten Bob Zilla und vom Gitarristen Greg Tribbett aus musikalischen Gründen. Kyle Sanders (Bloodsimple) wurde als neuer Bassist vorgestellt. Das neue Album Blood for Blood erschien am 10. Juni 2014.

## Diskografie
Alben

| Jahr | Titel Label                         | Höchstplatzierung, Gesamtwochen, AuszeichnungChartplatzierungen (Jahr, Titel, Label, Platzierungen, Wochen, Auszeichnungen, Anmerkungen) | Höchstplatzierung, Gesamtwochen, AuszeichnungChartplatzierungen (Jahr, Titel, Label, Platzierungen, Wochen, Auszeichnungen, Anmerkungen) | Anmerkungen                              |
| Jahr | Titel Label                         | CH | US | Anmerkungen                              |
| ---- | ----------------------------------- | --- | --- | ---------------------------------------- |
| 2007 | Hellyeah Epic Records               | — | US9 Gold · (36 Wo.)US | Erstveröffentlichung: 10. April 2007     |
| 2010 | Stampede Epic Records               | — | US8 (11 Wo.)US | Erstveröffentlichung: 13. Juli 2010      |
| 2012 | Band of Brothers Eleven Seven Music | CH86 (1 Wo.)CH | US20 (5 Wo.)US | Erstveröffentlichung: 17. Juli 2012      |
| 2014 | Blood for Blood Eleven Seven Music  | — | US18 (4 Wo.)US | Erstveröffentlichung: 10. Juni 2014      |
| 2016 | Unden!able Eleven Seven Music       | — | US18 (2 Wo.)US | Erstveröffentlichung: 3. Juni 2016       |
| 2019 | Welcome Home Eleven Seven Music     | CH83 (1 Wo.)CH | US57 (1 Wo.)US | Erstveröffentlichung: 17. September 2019 |

Singles
- 2007: You Wouldn’t Know (Epic Records)

Videoalben
- 2007: Below the Belt